# 梁牧養
梁牧養（1951年4月27日—），中華民國（台灣）政治人物，民主進步黨籍，前立法委員，高雄市原第四台業者「第一民主電視公司」創辦人兼董事長，屏東縣車城鄉悠客馬術渡假村創辦人。其妻王青為前高雄市議員，女兒梁梅瑛為會計師、好屏東公共論壇執行長，梁梅瑛於2022年參與屏東縣第一選區議員選舉時遭同選區候選人指控涉嫌輸入易改造的中國製空氣槍，後依選罷法憤而提告競選對手意圖使人不當選；女兒梁蓮瑛（梁連瑛）被指控涉嫌與韓國籍丈夫趙善明共同經營盜版影音網站「ishowfile」，但梁蓮瑛因犯罪證據不足而獲判無罪定讞。

## 事件及爭議
- 2001年11月，梁牧養於參選連任中華民國第5屆立法委員的「全民審判聯共賣台集團」造勢晚會中，公然宣告要脫掉時任新黨主席謝啟大的褲子，並放任支持者以棍棒戳謝啟大芻像下體，被無黨籍高雄市南區立法委員候選人詹銘洲發聲明稿譴責是性暴力的行為[4]。2004年8月，臺灣高雄地方法院依《中華民國刑法》「連續公然侮辱罪」判處梁牧養拘役50天，得易科罰金。

- 梁牧養與民進黨高雄市議員鄭新助等人被指控非法販售第一民主電視公司認股憑證對外募資，梁牧養並涉嫌侵占新臺幣4100萬元。梁牧養供稱，他拜託鄭新助在聯播節目中販賣第一民主電視公司認股憑證，剛開始鄭新助每張抽新臺幣1000元，後來最高也不超過新臺幣2000元。鄭新助否認非法募集與發行有價證券，辯稱只是受梁牧養的邀請，在節目中宣傳認股憑證。2010年6月，臺灣高雄地方法院依《中華民國刑法》詐欺罪等罪，判處梁牧養有期徒刑3年10個月、鄭新助有期徒刑9個月，得易科罰金。梁牧養之妻王青說，梁牧養一定會上訴[5]。

- 2020年2月，梁牧養創辦「好屏東公共論壇」與小型報《火大爆報》，並開始每週舉辦記者會，揭發民進黨新潮流系屏東縣縣長潘孟安早在擔任立委時就被年代集團董事長練台生供養。2020年2月26日，屏東縣政府委託律師控告梁牧養涉嫌《中華民國刑法》「妨害名譽罪」。

- 2022年，梁牧養兒女梁建斌與梁梅瑛遭媒體踢爆以梁梅瑛為登記負責人的鴻聲國際有限公司輸入極易改造的中國製PPK空氣槍，數量高達1500把。相關進口商品更涉及了2021年天道盟濟公會八里分會長林文章槍殺案與2022年南投草屯生技公司四死槍擊案。[6]

- 2023年，時代力量立委邱顯智揭露，梁牧養兒女經營鴻聲國際公司獨家經銷的空包彈涉入台南88槍擊案。此外，業務不乏販售易改造之模擬槍與走私管制槍械，且造成台灣治安嚴重漏洞。[7]

## 外部連結
- 立法院-梁牧養委員